# BBC Entertainment
BBC Entertainment er en underholdningskanal fra det britiske public service-tv- og radiofirma BBC, Den viser underholdning fra BBC og andre britiske tv-stationer, men ejes af BBC's internationale BBC Worldwide. Sendningerne til Danmark startede den 3. december 2008 og erstattede BBC Prime, samtidigt med at BBC Lifestyle, BBC Knowledge og BBC HD blev lanceret. Kanalen sender i en version specielt til det skandinaviske marked med undertekster på de skandinaviske sprog.
Kanalen sender bl.a. quizprogrammet QI med Stephen Fry og Alan Davies.
| Fjernsyn | Spire Denne artikel om en tv-kanal er en spire som bør udbygges. Du er velkommen til at hjælpe Wikipedia ved at udvide den. |